# Pallacanestro Trapani 2017-2018
Questa voce raccoglie le informazioni riguardanti la Pallacanestro Trapani nelle competizioni ufficiali della stagione 2017-2018.

## Verdetti stagionali
Competizioni nazionali
- Serie A2:

stagione regolare: 6º posto su 16 squadre (15-15);
Play-off:
eliminazione agli Ottavi di finale dalla De' Longhi Treviso;
- Coppa Italia:

eliminazione ai Quarti di finale di finale dalla Lavoropiù Bologna;

## Stagione
La stagione 2017-2018 della Pallacanestro Trapani sponsorizzata Lighthouse, è la 12ª nel secondo campionato italiano di pallacanestro, la Serie A2.
Ad inizio stagione, la formazione siciliana conferma Ugo Ducarello come coach, mentre l'assistente sarà Daniele Parente, dopo il passaggio a Pall. Varese di Matteo Jemoli, al quale si affianca Gregor Fučka.. Dopo la sconfitta con la Givova Scafati il coach Ducarello viene sostituito dal suo secondo Daniele Parente fino a fine stagione e play off, che vedono Trapani sconfitta da Treviso per il secondo anno consecutivo.

## Divise di gioco
Il fornitore ufficiale di materiale tecnico per la stagione 2017-2018 è EYE Sport.
| Casa | Trasferta | Coppa Italia | Coppa Italia |

## Organigramma societario
Aggiornato al 19 ottobre 2017.
Area dirigenziale
- Presidente: Pietro Basciano
- Vicepresidente: Fabrizio Giacalone
- General Manager: Nicolò Basciano
- Team Manager: Luca Lazzarone
- Direttore amministrativo: Stefano Di Bono
- Responsabile comunicazione: Dario Gentile
- Addetto agli arbitri: Maurizio Felice

Area tecnica
- Allenatore: Daniele Parente
- Assistente: Gregor Fučka
- Assistente: Fabrizio Canella
- Addetto statistiche: Alex Latini
- Preparatore atletico: Giacomo Sorrentino
- Fisioterapista / osteopata: Rino Barbiera
- Fisioterapista: Michelangelo Burgio
- Responsabile settore giovanile: Fabrizio Canella

## Roster
Aggiornato al 19 ottobre 2017.
| Pallacanestro Trapani 2017-18 | Pallacanestro Trapani 2017-18 |
| Giocatori                     | Staff tecnico                 |
| ----------------------------- | ----------------------------- |

| N. | Naz.                                    | Ruolo | Nome               | Anno | Alt.   | Peso   |  |
| -- | --------------------------------------- | ----- | ------------------ | ---- | ------ | ------ |  |
| 1  | Stati Uniti (bandiera)                  | P     | Brandon Jefferson  | 1991 | 175 cm | 79 kg  |  |
| 3  | Italia (bandiera)                       | P     | Stefano Bossi      | 1994 | 185 cm | 80 kg  |  |
| 5  | Italia (bandiera)                       | C     | Andrea Renzi (C)   | 1989 | 206 cm | 110 kg |  |
| 7  | Italia (bandiera)                       | G     | Filippo Testa      | 1997 | 193 cm | 85 kg  |  |
| 11 | Italia (bandiera)                       | G     | Davide Fontana     | 1999 | 190 cm | 82 kg  |  |
| 14 | Italia (bandiera)                       | AP    | Vincenzo Guaiana   | 2000 | 192 cm | 78 kg  |  |
| 15 | Italia (bandiera)                       | AP    | Gabriele Ganeto    | 1987 | 200 cm | 93 kg  |  |
| 18 | Italia (bandiera)                       | AP    | Marco Mollura      | 1993 | 196 cm | 90 kg  |  |
| 19 | Italia (bandiera) · Germania (bandiera) | PG    | Kenneth Viglianisi | 1992 | 193 cm | 85 kg  |  |
| 33 | Stati Uniti (bandiera)                  | AG    | Jesse Perry        | 1989 | 200 cm | 100 kg |  |
| 99 | Serbia (bandiera)                       | AC    | Nenad Simic        | 1999 | 206 cm | 106 kg |  |

| Allenatore                                                                                |
| Daniele Parente                                                                           |
| Assistente/i                                                                              |
| Gregor Fučka Fabrizio Canella Legenda - (C) Capitano - (IN) Inattivo - Infortunato Roster |

## Mercato

### Sessione estiva
| Arrivi | Arrivi              | Arrivi           | Arrivi        |
| R      | Nome                | da               | Modalità      |
| ------ | ------------------- | ---------------- | ------------- |
| P      | Brandon Jefferson   | Olimpija Lubiana | Definitivo    |
| G      | Filippo Testa       | Pall. Varese     | Prestito      |
| P      | Stefano Bossi       | Pall. Trieste    | Fine prestito |
| AP     | Marco Mollura       | Basket Cefalù    | Definitivo    |
| AG     | Stefano Spizzichini | Recanati         | Definitivo    |
| AG     | Jesse Perry         | Universo Treviso | Definitivo    |
| AP     | Andrea Vignali      | Virtus Imola     | Aggregato     |
| AP     | Marko Dosen         | Mens Sana Siena  | Aggregato     |

| Partenze | Partenze            | Partenze           | Partenze       |
| R        | Nome                | a                  | Modalità       |
| -------- | ------------------- | ------------------ | -------------- |
| P/G      | Riccardo Tavernelli | Latina Basket      | Definitivo     |
| P        | Keddric Mays        | Maccabi Kiryat Gat | Fine contratto |
| P        | Claudio Tommasini   | N.P.C. Rieti       | Definitivo     |
| A        | Carleton Scott      | Svincolato         | Fine contratto |
| AP       | Kevin Cusenza       | Basket Patti       | Fine contratto |
| AC       | Jaye Crockett       | Bakken Bears       | Fine contratto |
| A        | Demián Filloy       | Svincolato         | Fine contratto |
| AP       | Bruno O. Mengue     | Fiorentina Basket  | Fine contratto |
| G        | Giorgio Costadura   | Libertas Alcamo    | Definitivo     |
| G        | Edoardo Nicosia     | Green B. Palermo   | Definitivo     |

### Dopo l'inizio della stagione
| Arrivi | Arrivi | Arrivi | Arrivi   |
| R      | Nome   | da     | Modalità |
| ------ | ------ | ------ | -------- |
|        |        |        |          |

| Partenze | Partenze            | Partenze       | Partenze   |
| R        | Nome                | a              | Modalità   |
| -------- | ------------------- | -------------- | ---------- |
| AG       | Stefano Spizzichini | Scafati Basket | Definitivo |

## Risultati

### Campionato

#### Girone di andata
| Arbitri: | Gagliardi (Anagni) Marota (San Benedetto del Tronto) Valleriani (Ferentino) |

|               |            |                   |
| Renzi 23      | Punti      | 18 Douvier        |
| Jefferson 8   | Assist     | 3 Marino          |
| Ganeto 7      | Rimbalzi   | 10 Borra          |
| Ugo Ducarello | Allenatori | Adriano Vertemati |

| Arbitri: | Boscolo (Chioggia) Marton (Conegliano) Meneghini (Verona) |

|                     |            |               |
| Bowers, Ferguson 20 | Punti      | 16 Ganeto     |
| Bowers 4            | Assist     | 3 Renzi       |
| Tessitori 9         | Rimbalzi   | 6 Ganeto      |
| Michele Carrea      | Allenatori | Ugo Ducarello |

| Arbitri: | Cappello (Porto Empedocle) Buttinelli (Cerveteri) Chersicla (Oggiono) |

|               |            |                  |
| Jefferson 28  | Punti      | 28 Ebanks        |
| Jefferson 6   | Assist     | 4 Turner         |
| Perry 10      | Rimbalzi   | 8 Ebanks         |
| Ugo Ducarello | Allenatori | Giulio Griccioli |

| Arbitri: | Beneduce (Caserta) Triffiletti (Messina) Patti (Montesilvano) |

|                                |            |               |
| Perry 21                       | Punti      | 21 Thomas     |
| Jefferson, Renzi, Viglianisi 2 | Assist     | 6 Baldasso    |
| Perry 8                        | Rimbalzi   | 12 Roberts    |
| Ugo Ducarello                  | Allenatori | Fabio Corbani |

| Arbitri: | Sabetta (Termoli) Centonza (Grottammare) Almerigogna (Trieste) |

|                               |            |                 |
| Carter 21                     | Punti      | 16 Perry, Renzi |
| Carter, Mascolo, Sorrentino 2 | Assist     | 5 Perry         |
| Nikolić, Sorrentino 5         | Rimbalzi   | 16 Perry        |
| Francesco Ponticiello         | Allenatori | Ugo Ducarello   |

| Arbitri: | Foti (Vittuone) Wassermann (Trieste) Martellosio (Buccinasco) |

|               |            |               |
| Renzi 17      | Punti      | 17 Hearst     |
| Jefferson 12  | Assist     | 4 Tommasini   |
| Mollura 8     | Rimbalzi   | 7 Gigli       |
| Ugo Ducarello | Allenatori | Luciano Nunzi |

| Arbitri: | Vita (Ancona) Di Toro (Perugia) Puccini (Genova) |

|                 |            |                            |
| Tomassini 20    | Punti      | 19 Jefferson               |
| Tomassini 7     | Assist     | 9 Jefferson                |
| Sanders 8       | Rimbalzi   | 5 Ganeto, Jefferson, Renzi |
| Marco Ramondino | Allenatori | Ugo Ducarello              |

| Arbitri: | Costa (Livorno) Pierantozzi (Ascoli Piceno) Mottola (Taranto) |

|               |            |                   |
| Jefferson 25  | Punti      | 20 Martini        |
| Renzi 5       | Assist     | 3 Raivio, Zanelli |
| Perry 8       | Rimbalzi   | 10 Mosley         |
| Ugo Ducarello | Allenatori | Mattia Ferrari    |

| Arbitri: | D'Amato (Roma) Longobucco (Ciampino) Del Greco (Verona) |

|                        |            |                                      |
| Miles, Santiangeli 19  | Punti      | 17 Perry                             |
| Sherrod, Spizzichini 5 | Assist     | 2 Jefferson, Spizzichini, Viglianisi |
| Sherrod 16             | Rimbalzi   | 6 Perry                              |
| Giovanni Perdichizzi   | Allenatori | Ugo Ducarello                        |

| Arbitri: | Gagno (Spresiano) Salustri (Roma) Lestingi (Anzio) |

|                     |            |               |
| Johnson, Sorokas 15 | Punti      | 30 Jefferson  |
| Sorokas 3           | Assist     | 4 Jefferson   |
| Garri 11            | Rimbalzi   | 12 Perry      |
| Lorenzo Pansa       | Allenatori | Ugo Ducarello |

| Arbitri: | Ursi (Livorno) Capurro (Reggio Calabria) Azami (Bologna) |

|                 |            |                    |
| Jefferson 25    | Punti      | 23 Pepe            |
| Jefferson 3     | Assist     | 4 Williams         |
| Ganeto, Renzi 8 | Rimbalzi   | 7 Cannon, Williams |
| Ugo Ducarello   | Allenatori | Franco Ciani       |

| Arbitri: | Dori (Mirano) Maschio (Firenze) Solfanelli (Livorno) |

|                  |            |                     |
| Deloach 23       | Punti      | 21 Jefferson        |
| Deloach 8        | Assist     | 2 Ganeto, Jefferson |
| Piazza 10        | Rimbalzi   | 10 Renzi            |
| Andrea Turchetto | Allenatori | Ugo Ducarello       |

| Arbitri: | Capotorto (Palestrina) Saraceni (Zola Predosa) Tarascio (Priolo Gargallo) |

|                                  |            |                |
| Renzi 24                         | Punti      | 17 Pacher      |
| Bossi, Jefferson, Perry, Renzi 4 | Assist     | 2 Caroti, Fabi |
| Perry, Viglianisi 5              | Rimbalzi   | 5 Pacher       |
| Ugo Ducarello                    | Allenatori | Marco Calvani  |

| Arbitri: | Caforio (Brindisi) Maschietto (Treviso) Marota (San Benedetto del Tronto) |

|                 |            |               |
| Raymond 21      | Punti      | 18 Jefferson  |
| Tavernelli 7    | Assist     | 5 Jefferson   |
| Raymond 7       | Rimbalzi   | 11 Perry      |
| Franco Gramenzi | Allenatori | Ugo Ducarello |

| Arbitri: | Cappello (Porto Empedocle) Raimondo (Roma) Catani (Pescara) |

|                 |            |                  |
| Perry 21        | Punti      | 24 Stephens      |
| Ganeto, Renzi 3 | Assist     | 4 Rullo          |
| Perry 12        | Rimbalzi   | 8 Allegretti     |
| Ugo Ducarello   | Allenatori | Riccardo Paolini |

#### Girone di ritorno
| Arbitri: | Weidmann (Campobasso) Yang Yao (Vigasio) Barbiero (Milano) |

|                   |            |                                 |
| Voskuil 26        | Punti      | 27 Jefferson                    |
| Marino 6          | Assist     | 3 Bossi, Jefferson              |
| Pecchia 13        | Rimbalzi   | 7 Jefferson, Perry, Spizzichini |
| Adriano Vertemati | Allenatori | Ugo Ducarello                   |

| Arbitri: | Gagno (Spresiano) Radaelli (Rho) Chersicla (Oggiono) |

|                         |            |                |
| Perry 20                | Punti      | 28 Ferguson    |
| Jefferson, Viglianisi 4 | Assist     | 9 Ferguson     |
| Perry 8                 | Rimbalzi   | 13 Tessitori   |
| Ugo Ducarello           | Allenatori | Michele Carrea |

| Arbitri: | Tirozzi (Bologna) Marton (Conegliano) Mottola (Taranto) |

|                   |            |               |
| Ebanks, Sandri 22 | Punti      | 21 Renzi      |
| Sandri 6          | Assist     | 6 Jefferson   |
| Vildera 13        | Rimbalzi   | 11 Ganeto     |
| Matteo Mecacci    | Allenatori | Ugo Ducarello |

| Arbitri: | Gagliardi (Anagni) Rudellat (Nuoro) Bartolomeo (Cellino San Marco) |

|            |            |                    |
| Thomas 25  | Punti      | 21 Jefferson       |
| Baldasso 5 | Assist     | 3 Jefferson, Renzi |
| Roberts 8  | Rimbalzi   | 11 Ganeto          |
| Luca Bechi | Allenatori | Ugo Ducarello      |

| Arbitri: | Pazzaglia (Pesaro) Tallon (Bologna) Saraceni (Zola Predosa) |

|               |            |                   |
| Jefferson 20  | Punti      | 24 Turner         |
| Jefferson 6   | Assist     | 3 Maggio          |
| Perry 15      | Rimbalzi   | 6 Mascolo         |
| Ugo Ducarello | Allenatori | Maurizio Bartocci |

| Arbitri: | Bartoli (Trieste) Caruso (Pavia) Longobucco (Ciampino) |

|                      |            |               |
| Hearst, Tommasini 18 | Punti      | 24 Perry      |
| Hearst 5             | Assist     | 7 Jefferson   |
| Gigli 10             | Rimbalzi   | 9 Perry       |
| Alessandro Rossi     | Allenatori | Ugo Ducarello |

| Arbitri: | Moretti (Marsciano) Centonza (Grottammare) Patti (Montesilvano) |

|                           |            |                 |
| Renzi 22                  | Punti      | 17 Tomassini    |
| Jefferson, Perry, Renzi 4 | Assist     | 7 Blizzard      |
| Perry 10                  | Rimbalzi   | 4 Martinoni     |
| Ugo Ducarello             | Allenatori | Marco Ramondino |

| Arbitri: | D'Amato (Roma) Wassermann (Trieste) Del Greco (Verona) |

|                |            |                    |
| Raivio 22      | Punti      | 16 Renzi           |
| Zanelli 6      | Assist     | 3 Jefferson, Renzi |
| Mosley 13      | Rimbalzi   | 10 Perry           |
| Mattia Ferrari | Allenatori | Ugo Ducarello      |

| Arbitri: | Noce (Latina) Capotorto (Palestrina) Mottola (Taranto) |

|                |            |                                             |
| Jefferson 17   | Punti      | 17 Lawrence                                 |
| Jefferson 6    | Assist     | 6 Lawrence                                  |
| Perry, Renzi 8 | Rimbalzi   | 4 Ammannato, G. Spizzichini, S. Spizzichini |
| Ugo Ducarello  | Allenatori | Giovanni Perdichizzi                        |

| Arbitri: | Di Toro (Perugia) Terranova (Ferrara) Valzani (Martina Franca) |

|                 |            |               |
| Renzi 30        | Punti      | 29 Johnson    |
| Jefferson 9     | Assist     | 5 Spanghero   |
| Perry 10        | Rimbalzi   | 8 Sorokas     |
| Daniele Parente | Allenatori | Lorenzo Pansa |

| Arbitri: | Boscolo (Chioggia) Raimondo (Roma) Nuara (Selvazzano Dentro) |

|              |            |                 |
| Ambrosin 14  | Punti      | 17 Ganeto       |
| Williams 3   | Assist     | 3 Viglianisi    |
| Zilli 12     | Rimbalzi   | 7 Perry         |
| Franco Ciani | Allenatori | Daniele Parente |

| Arbitri: | Tirozzi (Bologna) Yang Yao (Vigasio) Triffiletti (Messina) |

|                 |            |                  |
| Renzi 35        | Punti      | 24 Deloach       |
| Jefferson 4     | Assist     | 6 Deloach        |
| Perry 8         | Rimbalzi   | 6 Deloach, Sims  |
| Daniele Parente | Allenatori | Andrea Turchetto |

| Arbitri: | Ursi (Livorno) Longobucco (Ciampino) Puccini (Genova) |

|               |            |                 |
| Roberts 16    | Punti      | 17 Renzi        |
| Caroti 7      | Assist     | 5 Jefferson     |
| Pacher 11     | Rimbalzi   | 7 Ganeto, Perry |
| Marco Calvani | Allenatori | Daniele Parente |

| Arbitri: | Cappello (Porto Empedocle) Dionisi (Fabriano) Azami (Bologna) |

|                 |            |                 |
| Renzi 19        | Punti      | 28 Raymond      |
| Jefferson 5     | Assist     | 4 Tavernelli    |
| Ganeto 16       | Rimbalzi   | 6 Raymond       |
| Daniele Parente | Allenatori | Franco Gramenzi |

| Arbitri: | Terranova (Ferrara) Tallon (Bologna) Barbiero (Milano) |

|                        |            |                 |
| Stephens 21            | Punti      | 23 Renzi        |
| Bucarelli 6            | Assist     | 4 Perry         |
| Allegretti, Stephens 9 | Rimbalzi   | 6 Ganeto        |
| Riccardo Paolini       | Allenatori | Daniele Parente |

#### Play-off
Gli Ottavi di finale si giocano al meglio delle cinque partite. La squadra con il miglior piazzamento in classifica al termine della stagione regolare gioca in casa gara-1, gara-2 e la eventuale gara-5.

##### Ottavi di finale
| Arbitri: | Costa (Livorno) Rudellat (Nuoro) Del Greco (Verona) |

|                     |            |                    |
| Brown, Lombardi 14  | Punti      | 36 Jefferson       |
| Fantinelli 12       | Assist     | 6 Jefferson, Perry |
| Brown 12            | Rimbalzi   | 12 Perry           |
| Stefano Pillastrini | Allenatori | Daniele Parente    |

| Arbitri: | Gagliardi (Anagni) Lestingi (Anzio) Callea (Sassari) |

|                      |            |                 |
| Imbrò 20             | Punti      | 21 Renzi        |
| Sabatini, Swann 4    | Assist     | 6 Bossi         |
| Bruttini, Lombardi 6 | Rimbalzi   | 7 Bossi, Perry  |
| Stefano Pillastrini  | Allenatori | Daniele Parente |

| Arbitri: | Capotorto (Palestrina) Scrima (Catanzaro) Bartolomeo (Cellino San Marco) |

|                      |            |                            |
| Jefferson 21         | Punti      | 14 Antonutti, Brown, Musso |
| Ganeto, Viglianisi 3 | Assist     | 5 Imbrò                    |
| Perry 9              | Rimbalzi   | 4 Brown                    |
| Daniele Parente      | Allenatori | Stefano Pillastrini        |

| Arbitri: | D'Amato (Roma) Capurro (Reggio Calabria) Triffiletti (Messina) |

|                 |            |                     |
| Renzi 21        | Punti      | 19 Brown            |
| Jefferson 5     | Assist     | 7 Swann             |
| Ganeto 10       | Rimbalzi   | 4 Lombardi          |
| Daniele Parente | Allenatori | Stefano Pillastrini |

- Esito:

La De' Longhi Treviso vince la serie per 3 a 1

### Coppa Italia
| Arbitri: | Masi (Firenze) Caforio (Brindisi) Maschietto (Treviso) |

|                   |            |               |
| Cinciarini 20     | Punti      | 20 Jefferson  |
| Rosselli 3        | Assist     | 6 Jefferson   |
| Gandini 13        | Rimbalzi   | 9 Perry       |
| Matteo Boniciolli | Allenatori | Ugo Ducarello |